# Balkh-Âb
Le Balkh-Âb (rivière de Balkh) est une rivière d'Afghanistan qui coule dans les provinces de Bâmiyân, de Sar-é Pol, de Balkh et Djôzdjân. C'est un cours d'eau endoréique dont les eaux finissent par se perdre dans les sables du désert.

## Géographie
Le Balkh-Âb naît dans la partie occidentale de la chaîne de l'Hindou Kouch, dans le district de Yakaolang de la province de Bâmiyân. Il est constitué par l'union de plusieurs petits cours d'eau et torrents de montagne, dont le principal est le Dara-e Band-e Amir qui constitue l'émissaire des lacs Band-e Amir et sort du lac Band-e Gholaman. Dans son cours supérieur, le Balkh-Âb se dirige vers l'ouest puis le nord-ouest et franchit ainsi la chaîne de l'Hindou Kouch. Une fois franchi cet obstacle, il prend la direction du nord-est et baigne la ville de Balkh-Âb en province de Sar-é Pol, puis Kichindih en province de Sar-e Pol. Prenant alors l'orientation du nord, le Balkh-Âb passe par Shulgareh et aborde ainsi les plaines désertiques du nord du pays. Vingt kilomètres plus loin, son cours se divise en de multiples bras qui forment le delta de la rivière. Ses eaux arrosent les villes de Mazâr-e Charîf et de Balkh et finissent par se perdre dans les sables du désert non loin de la frontière turkmène. Avant de mourir, un de ses bras arrose Mingajik en province de Djôzdjân.
Le bassin versant de la rivière a une surface de 18 700 kilomètres carrés

## Villes traversées
- Mazar-e-Charif
- Balkh (l'antique Bactres)